# Torostic
Torostic är en ort i Mexiko.   Den ligger i kommunen Chenalhó och delstaten Chiapas, i den sydöstra delen av landet, 700 km öster om huvudstaden Mexico City. Torostic ligger 1 817 meter över havet och antalet invånare är 128.
Terrängen runt Torostic är lite bergig, och sluttar norrut. Runt Torostic är det ganska tätbefolkat, med 134 invånare per kvadratkilometer. Närmaste större samhälle är Pantelhó, 16,5 km nordost om Torostic. Omgivningarna runt Torostic är en mosaik av jordbruksmark och naturlig växtlighet.